# Mai Itō

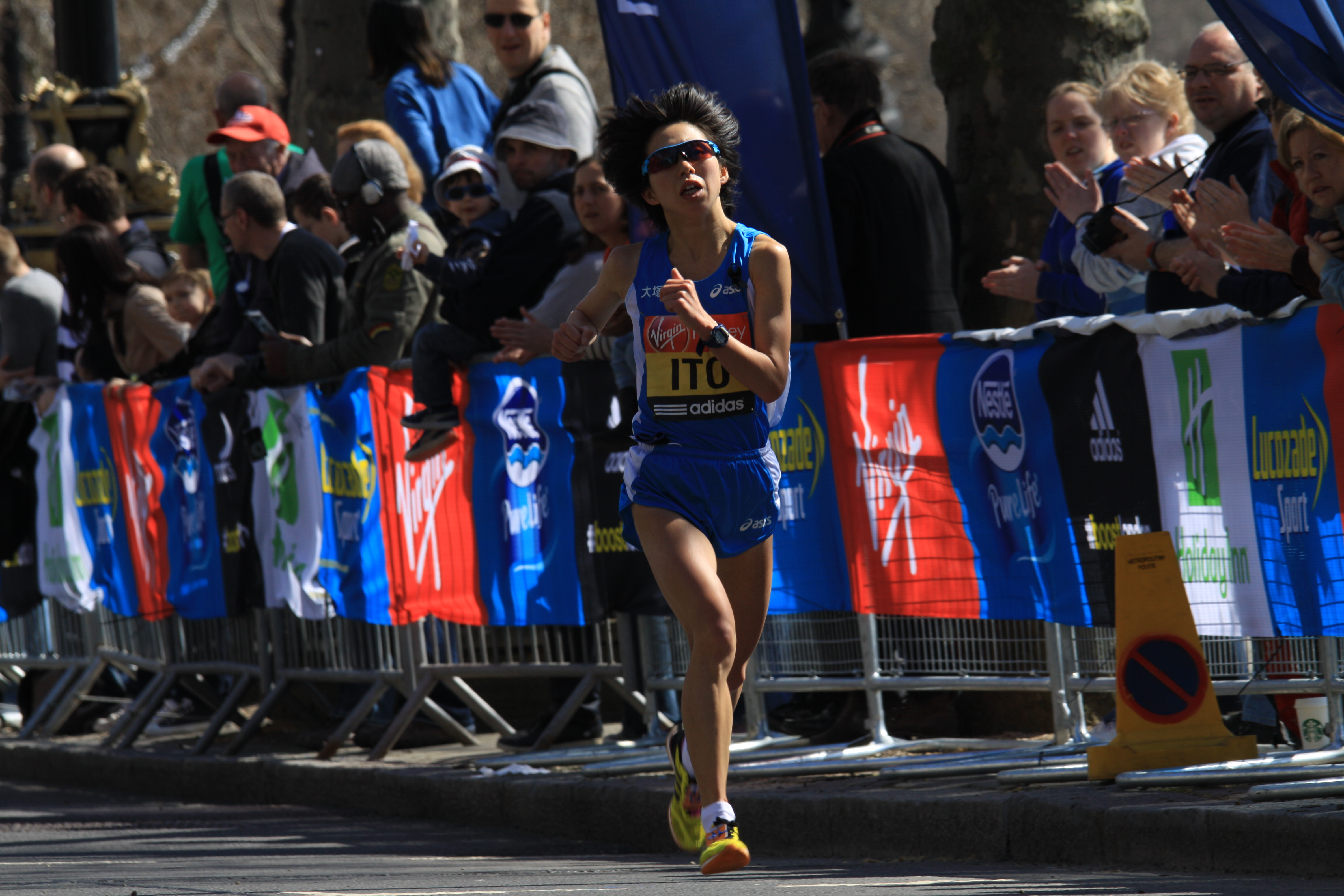
Mai Itō beim London-Marathon 2013

Mai Itō (jap. 伊藤 舞, Itō Mai; * 23. Mai 1984) ist eine japanische Marathonläuferin.
2005 wurde sie Sechste beim Matsue-Halbmarathon, und 2006 gewann sie den Kyoto-Halbmarathon. 2008 wurde sie Sechste bei der japanischen Firmenmeisterschaft im Halbmarathon, bei der sie im Jahr darauf Zwölfte wurde. Es folgten ein vierter Platz beim Sendai-Halbmarathon und der Sieg beim Halbmarathonbewerb des Shanghai-Marathons.
2010 wurde sie bei ihrem Debüt über die 42,195-km-Distanz Vierte beim Nagoya-Marathon. Im Jahr darauf qualifizierte sie sich als Zweite beim Osaka Women’s Marathon für die Leichtathletik-Weltmeisterschaften 2011 in Daegu, bei denen sie auf den 22. Platz kam. Am Jahresende wurde sie Vierte beim San’yō-Straßenlauf.
2012 wurde sie jeweils Fünfte beim Kagawa-Marugame-Halbmarathon und beim Nagoya-Marathon. Im Sommer siegte sie beim Sapporo-Halbmarathon und beim Shibetsu-Halbmarathon. Bei den Halbmarathon-Weltmeisterschaften in Kawarna wurde sie Neunte und gewann mit der Mannschaft Bronze, beim Yokohama-Marathon wurde sie Fünfte.
2013 wurde sie Zweite beim Berliner Halbmarathon und Siebte beim London-Marathon. Im Sommer verteidigte sie ihren Titel in Shibetsu und wurde Dritte beim Hokkaidō-Marathon. 
Mai Itō ist eine Absolventin der Sangyō-Universität Kyōto und startet für das Firmenteam des Pharmazieunternehmens Ōtsuka Seiyaku.

## Persönliche Bestzeiten
- 10.000 m: 32:07,41 min, 6. Juli 2013, Kitami
- Halbmarathon: 1:09:57 h, 15. Februar 2015, Yamaguchi
- Marathon: 2:24:42 h, 8. März 2015, Nagoya